# St. Rochus (Waltrams)

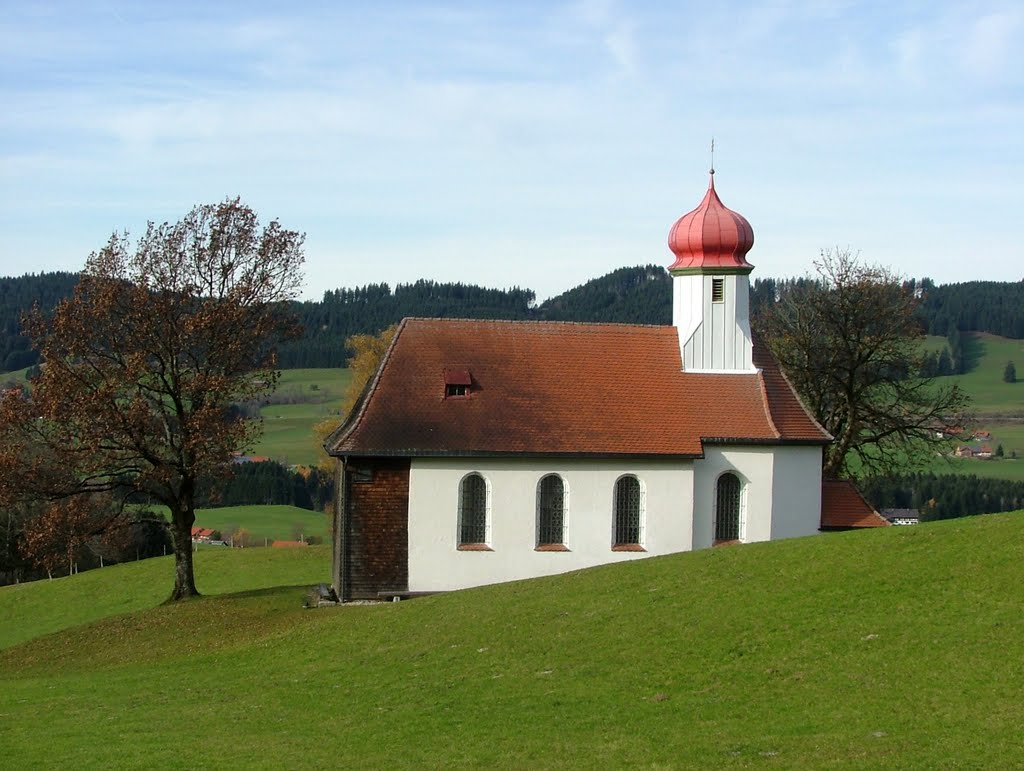
St. Rochus in Waltrams

Die römisch-katholische Kapelle St. Rochus steht in Waltrams, einem Gemeindeteil des Marktes Weitnau im Landkreis Oberallgäu in Bayern. Das Bauwerk ist in der Liste der Baudenkmäler in Weitnau als Baudenkmal unter der Nr. D-7-80-144-22 eingetragen.

## Beschreibung
Die um 1770/80 gebaute Saalkirche besteht aus einem Langhaus und einem eingezogenen, dreiseitig geschlossenen Chor im Nordosten und einer Sakristei an der Stirnseite des Chors. Dem Chor wurde 1911 ein quadratischer Dachreiter aufgesetzt, dessen sechseckiger oberer Bereich den Glockenstuhl beherbergt, und der mit einer Zwiebelhaube bedeckt wurde. 
Die Innenräume sind mit Flachdecken überspannt. Die Fresken, im Chor mit der Heiliggeisttaube, im Langhaus mit der Verkündigung des Herrn, wurden 1778 eingefügt. Der Hochaltar wird von den Statuen des Jakobus dem Älteren und dem Nikolaus von Myra flankiert, die aus dem Umkreis von Felizian Hegenauer stammen.